# Недзьведзь (Краківський повіт)
Недзьведзь (пол. Niedźwiedź) — село в Польщі, у гміні Сломники Краківського повіту Малопольського воєводства.
Населення — 683 особи (2011).
У 1975—1998 роках село належало до Краківського воєводства.

## Демографія
Демографічна структура станом на 31 березня 2011 року:
|          | Загалом | Допрацездатний вік | Працездатний вік | Постпрацездатний вік |
| -------- | ------- | ------------------ | ---------------- | -------------------- |
| Чоловіки | 320     | 68                 | 221              | 31                   |
| Жінки    | 363     | 77                 | 211              | 75                   |
| Разом    | 683     | 145                | 432              | 106                  |